# Johanneskirche (Mannheim)

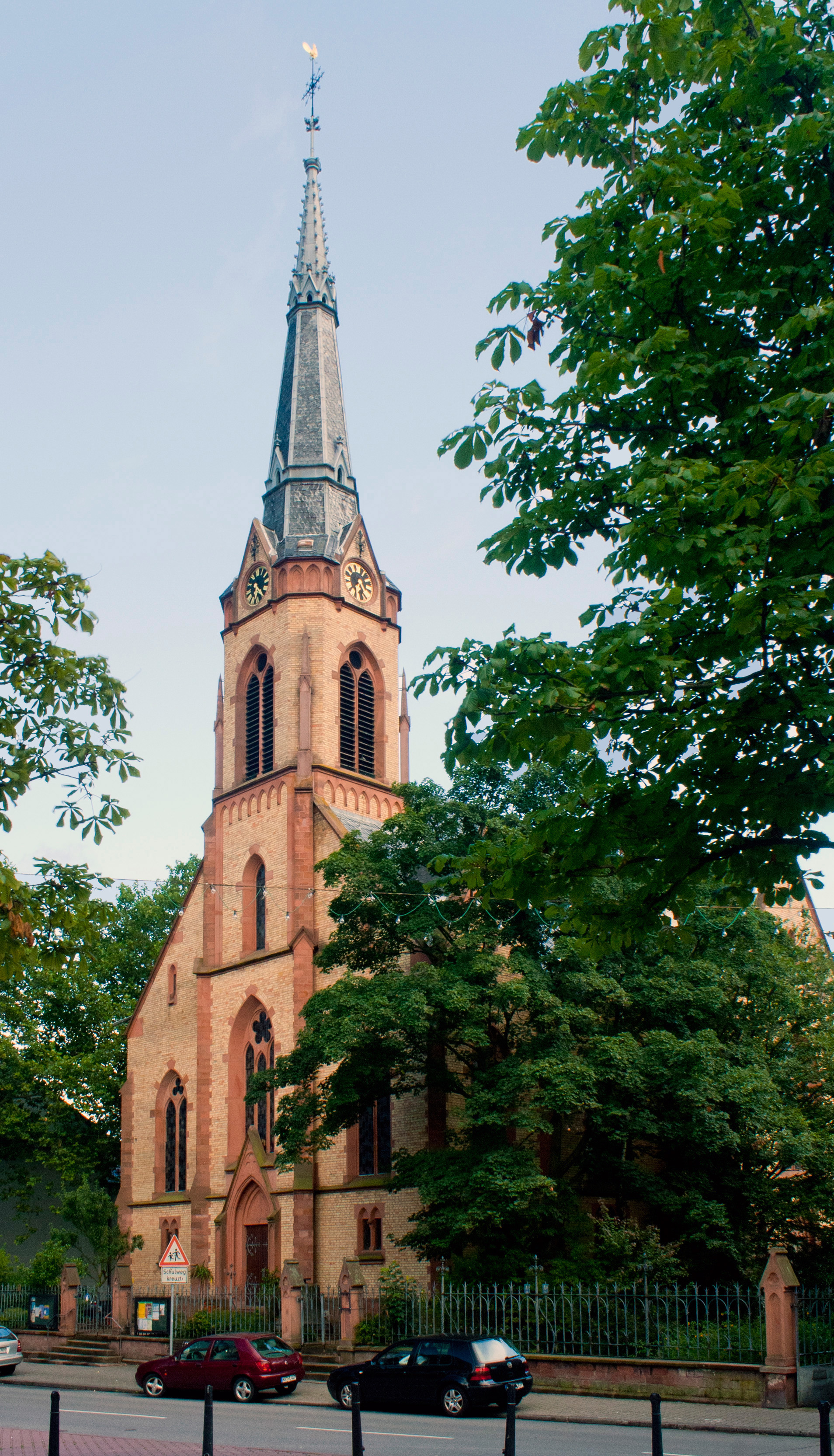
Johanneskirche

Die Johanneskirche ist eine evangelische Kirche im Mannheimer Stadtteil Feudenheim. Der neugotische Bau entstand zwischen 1887 und 1889 nach den Plänen von Hermann Behaghel.

## Geschichte
1556 war in Feudenheim die Reformation eingeführt worden. In der Folge unterlag die Kirche St. Peter und Paul wie die gesamte Kurpfalz vielfachen Religionswechseln, ehe sie 1705 bei der Pfälzischen Kirchenteilung endgültig den Katholiken zugesprochen wurde. Die Reformierten mussten daher nach Käfertal zum Gottesdienst gehen, bis sie 1715 eine eigene Kirche errichten konnten. Sie wurde 1787 umgebaut und vergrößert. 1821 wurden die Reformierten und die Lutheraner, die in Feudenheim keine eigene Kirche besaßen, in der Vereinigten Evangelisch-protestantischen Kirche im Großherzogthum Baden zusammengeschlossen.
Die Industrialisierung Mannheims führte zum Ende des 19. Jahrhunderts zu einem rasanten Wachstum der Bevölkerung auch in Feudenheim. Daher wurde der Neubau einer großen Kirche nach den Plänen von Hermann Behaghel beschlossen. Am 3. Mai 1887 war der erste Spatenstich und am 24. August 1889 erfolgte im Beisein des badischen Großherzogs Friedrich I. die Einweihung der Johanneskirche.
Im Zweiten Weltkrieg mussten die Glocken bis auf eine abgegeben werden und im August 1943 zerstörte eine Luftmine die Fenster und deckte die Dächer ab. Ab 1946 konnte die Kirche wieder genutzt werden, 1954 kamen zu der verbliebenen Stahlglocke vier neue Glocken aus Bronze und 1956 wurde das Gebäude renoviert. 2007 schlossen sich die beiden evangelischen Gemeinden in Feudenheim, Johannes und Epiphanias, zusammen.

## Beschreibung

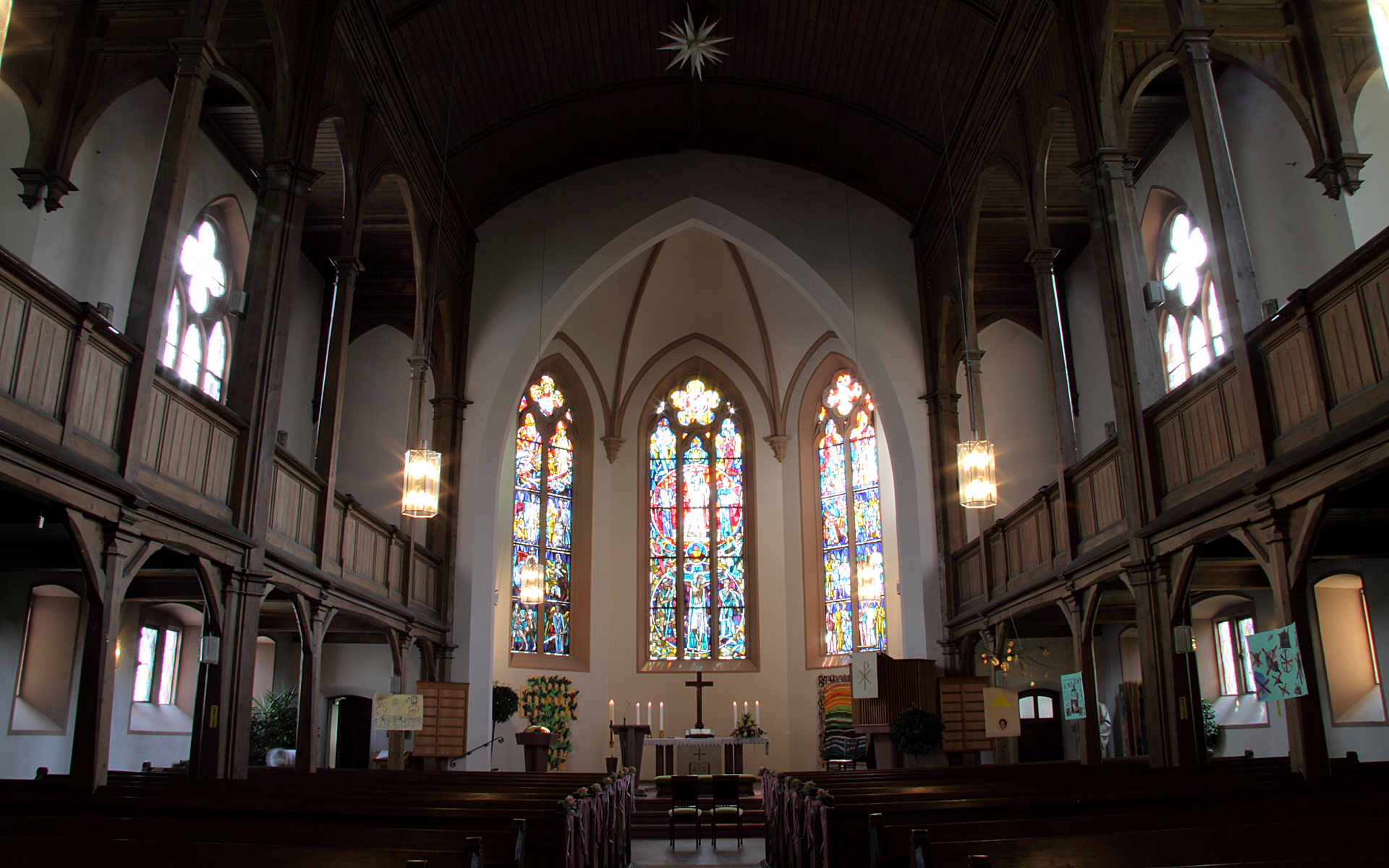
Innenansicht mit Blick auf den Altar

Die Johanneskirche ist eine dreischiffige Hallenkirche im neugotischen Stil mit einem polygonalen Chor. In der Mitte und an der Front befinden sich Querhäuser mit Seitenportalen. Das Backsteingebäude ist gegliedert mit rotem Sandstein. Der mit Strebepfeilern versehene Turm ist von einem spitzen Dach bekrönt. Das spitzbogige Hauptportal ist mit Wimperg-Giebel und Dreipass verziert. Die Maßwerkfenster wurden nach den Zerstörungen des Zweiten Weltkriegs von Rudolf Yelin gestaltet. Die hölzernen Seitenemporen im Innern der Kirche sind ebenfalls im neugotischen Stil. Die Orgel stammt aus dem Jahr 1968.

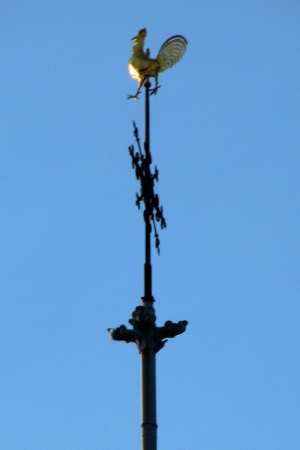
Turmspitze
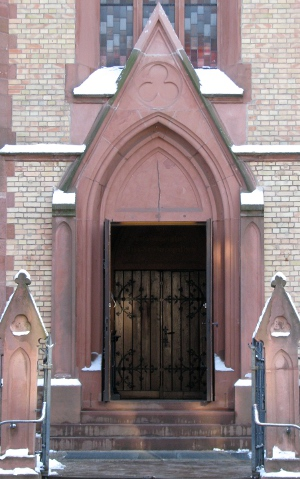
Hauptportal
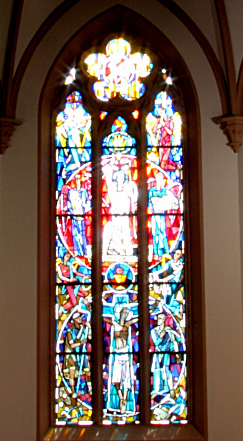
Christusfenster (zentrales Chorfenster)